# Montagnards (Vietnam)
Montagnards (französisch für „Bergbewohner“; auch Dega oder Degar; vietnamesisch người Thượng) ist eine Sammelbezeichnung für indigene ethnische Gruppen des zentralen Hochlands (Tây Nguyên) von Vietnam. Sie sprechen mehrheitlich chamische Sprachen (aus der malayo-polynesische Sprachenfamilie) oder Mon-Khmer-Sprachen. Die bevölkerungsreichsten dieser Völker sind die Jarai, Rhade, Bahnar, Koho, Mnong und Stieng.

## Bezeichnungen
Der Begriff montagnards stammt aus der französischen Kolonialzeit und wurde ursprünglich für alle „Bergvölker“ Indochinas verwendet (also auch für die Lao Theung und Lao Soung in Laos, die Khmer Loeu in Kambodscha sowie die ethnischen Minderheiten in den Bergländern Nordvietnams). Nach dem Ende der französischen Herrschaft erfolgte, vor allem im englischen Sprachgebrauch, die Einengung des Begriffs auf die indigenen Völker des zentralvietnamesischen Hochlands. Die Bezeichnung wird von einigen Akademikern aufgrund ihrer kolonialen Geschichte kritisiert.
Alternativ wird auch die Bezeichnung Dega oder Degar verwendet. Diese hat jedoch eine spezifisch politische Konnotation und wird vor allem von (ehemaligen) Anhängern der FULRO bevorzugt, die im Vietnamkrieg auf Seiten der Amerikaner und auch noch nach 1975 gegen die vietnamesische Regierung kämpfte, sowie von Emigranten in den USA und von evangelikalen Christen. Von vietnamesischen Regierungsstellen wird die Bezeichnung abwertend, als Synonym für Rebellen verwendet, da indigene Hochland-Minderheiten auch unter diesem Namen für die Civilian Irregular Defense Group (CIDG) rekrutiert wurden.
Auch die ältere vietnamesische Bezeichnung mọi gilt als abwertend, da sie auch die Bedeutung „Barbaren“ oder „Wilde“ hat. Als neutrale Bezeichnung wird heutzutage stattdessen người Thượng („Menschen des Hochlands“) verwendet.

## Siedlungsgebiet
Das Siedlungsgebiet der Montagnards umfasst die Provinzen Đắk Lắk, Gia Lai, Kon Tum und Lâm Đồng. Diese hatten 2002 insgesamt rund vier Millionen Einwohner, von denen die Montagnards schätzungsweise ein Viertel ausmachten.

## Lebensweise
Die Montagnards leben überwiegend von Landwirtschaft, wobei sie traditionell Wanderfeldbau (rotierende Brandrodung) betreiben.

## Religion
Traditionell praktizieren die indigenen Völker des Hochlands ethnische Religionen. Verschiedenen Schätzungen zufolge sind zwischen 229.000 und 400.000 Montagnards protestantische Christen evangelikaler Prägung.